# 临床睡眠医学杂志
《临床睡眠医学杂志》（英語：Journal of Clinical Sleep Medicine）是一份涵盖睡眠医学的同行评审医学月刊。它成立于2005年，由美国睡眠医学会出版，为其官方期刊。主编是埃默里大學医学博士Nancy A. Collop。根据2023年期刊引文报告（JCR），该期刊2022年影响因子为4.3，5年影响因子为5.3。